# 朝阳街道 (淮南市)
朝阳街道，是中华人民共和国安徽省淮南市田家庵区下辖的一个乡镇级行政单位。

## 行政区划
朝阳街道下辖以下地区：
舜耕社区、龙湖社区、柏园社区、理工大社区、电力社区、朝阳社区、淮橡社区、华声苑社区、诚信社区和银鹭社区。